# Акродонтные зубы
Акродонтный тип прикрепления зубов — характерный для некоторых позвоночных тип прикрепления зубов, при котором зубы прирастают основанием к верхнему краю (кромке) челюстных костей на нижней челюсти и к нижнему краю челюстных костей на верхней. У ящериц акродонтные зубы подвергаются смене у молодых животных, а затем остаются постоянными. По мере старения животного акродонтные зубы изнашиваются и могут стираться почти до основания. Стёршиеся или сломанные зубы не заменяются.
Акродонтные зубы характерны для агам, хамелеонов, гаттерий и многих костистых рыб.